# 캔디 데스크

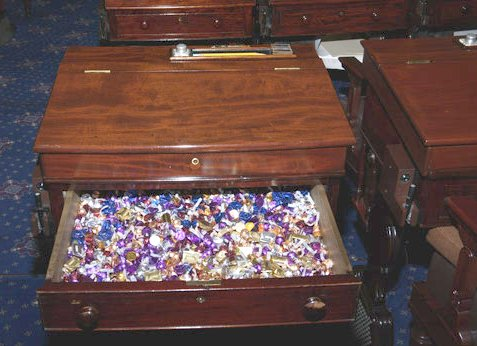
캔디 데스크

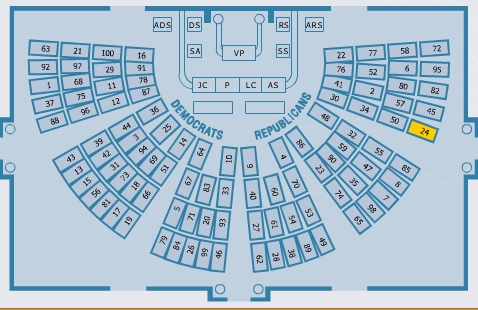
캔디 데스크의 위치

캔디 데스크 (Candy Desk)는 1968년부터 미국 상원에서 전해지는 전통으로, 사람이 오고가는 출입구 근처의 특정 의석에 배정받은 의원이 다른 의원들을 위해 책상 서랍속에 사탕이나 과자를 잔뜩 채워둬야 하는 전통을 말한다. 현재 이 캔디 데스크에 배정받은 의원은 인디애나주 상원의원 토드 영이다.
1965년, 캘리포니아주 조지 머피 의원은 상원에 입성한 뒤, 자신의 책상속에 캔디를 채워넣어 자신은 물론 다른 동료들이 가져갈 수 있도록 하였다. 다만 이 당시에 상원 회의장 내에서는 캔디를 비롯한 일체의 음식물 섭취가 금지되었다. 6년 임기가 끝난 뒤 또다른 공화당 의원이 그 자리를 맡으면서 똑같은 역할을 유지하였다. 처음에는 세간에 알려지지 않고 의원들 사이에서만 이어져 내려오다, 1980년대 중반에 들어서 워싱턴주 상원의원인 슬레이드 고튼이 자신이 캔디 데스크에 앉게 되었다고 밝히면서 알려지게 되었다.
캔디 데스크에 앉았던 주요 상원의원으로는 존 매케인, 해리슨 슈미트, 릭 샌토럼 의원이 있는데, 특히 릭 샌토럼 의원의 경우 자신의 지역구인 펜실베이니아 주에서 생산되는 과자류 (허쉬 초콜릿 등)로 데스크를 채운 것으로 유명했다. 2007년 샌토럼 의원이 상원을 떠난 이후 데스크의 주인은 수 차례 바뀌다가, 2023년 인디애나주 토드 영 의원이 앉게 되면서 지금까지 이어지고 있다.

## 역사

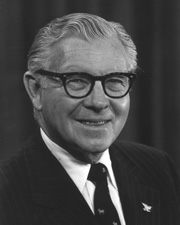
캔디 데스크를 창시한 것으로 알려져 있는 조지 머피

1964년 미국 상원의원 선거에서 캘리포니아주 선거구서 당선된 조지 머피 의원은 이듬해 상원의원으로 취임하였다. <1938년 브로드웨이 멜로디>, <1940년 브로드웨이 멜로디>, <나와 내 여자를 위해> 같은 뮤지컬에 출연해 엔터테이너로 이름을 알린 머피는 평소 사탕을 좋아했다. 1968년 자신의 의석을 입구 근처로 옮긴 뒤, 매일 자신의 책상 근처로 지나가는 의원들이 많아진 것을 깨달은 머피 의원은 책상 속에다 사탕류를 담아 다른 동료의원들에게 나눠주기 시작했다. 사탕을 받은 의원들은 머피의 의석을 '캔디 데스크'라 부르게 되었다. 1970년 상원의원 선거에서 머피 의원은 낙선하였지만, 그 자리를 물려받은 후임 의원들이 상원 전체 의원들이 즐길 수 있을만큼의 사탕과 과자류를 책상에 담아 나눠주는 전통을 이어가게 되었으며, 캔디 데스크라는 이름과 그 의석의 위치도 똑같이 유지되고 있다.
머피 의원의 후임으로는 순서대로 폴 패닌, 해리슨 슈미트, 로저 젭슨, 스티브 심즈가 맡았다. 앞서 세 사람은 그냥 사탕만 제공했지만, 심즈 의원은 처음으로 사탕 말고도 "캔디와 초콜릿류" (Candy and chocolate association)를 책상에다 채워두었다. 이들 의원의 임기 중에는 캔디 데스크가 어느 한 지점에 고정되어 있지는 않았다. 슈미트 의원의 경우 당시 상원의석 배치도를 보면 제95대 의회에서는 본래대로의 오른쪽 자리에 위치해 있었지만, 제96대 의회에서는 해당 자리를 벗어나 통로 건너편에 자리하게 되었다.
이상의 내용은 세간에는 알려지지 않은 사실이었지만, 1985년 슬레이드 고튼 의원이 보도자료를 내어 "현재 자신이 캔디 데스크를 맡게 되었으며, 머피 의원이 시작한 재밌는 전통을 이어갈 것"임을 밝히면서 비로소 알려졌다. 그는 자신이 앉기 이전에 전통을 이어왔던 의원이 누구누구인지를 밝히기도 했다. 1997년에는 1998년 회계연도 국방수권법 관련 회의를 진행하던 중 킷 본드 의원이 캔디 데스크를 언급해 화제가 되었다. 그는 마이크로칩과 데스크에서 가져온 사탕의 크기를 서로 비교하는 퍼포먼스를 취했다.
캔디 데스크가 다시 세간의 화제를 모은 것은 릭 샌토럼 의원이 맡았던 시기 (1997-2007년)였다. 샌토럼 의원은 펜실베이니아주 출신 상원의원으로서, 그곳에서 생산되는 허쉬 캔디와 저스트본 제품 (마이크 앤드 아이크, 핫 타말리 등)으로 캔디 데스크를 채웠다. 이 시기 허쉬 사는 샌토럼 의원이 책상을 채울 수 있도록 초콜릿과 기타 캔디류 100파운드 (약 45kg)를 1년에 걸쳐 총 네 차례 후원하기도 했다. 2006년 미국 상원의원 선거에서 샌토럼 의원이 재선에 실패하자, 허쉬 사의 커크 새빌 대변인은 차후 캔디 데스크에 사탕을 제공할 수는 없을 것 같다면서 "저희로서는 의정 활동을 스위트하게 (sweetening up) 해드린 것에 대해 기쁘게 생각한다"는 입장을 밝혔다.
2006년 샌토럼 의원이 선거에서 패배하고 크레이그 토머스 의원이 캔디 데스크 담당이 되었는데 이 과정에서 문제가 생겼다. 미 상원 윤리규정에는 "의원은 한 곳으로부터 1년에 100달러 이상의 선물을 받는 것을 금지한다"는 조항이 있는데 여기에 따르면 매년 한 의석에서 다량의 캔디를 받아 소비하는 것은 문제가 된다. 다만 의원 자신과 보좌관이 주로 소비하는 용도의 물건이 아닌 경우, 또 자신의 출신주에서 제작 혹은 생산된 다량의 선물이라면 허용된다는 예외 규정이 있어서, 의원들은 "플로리다 오렌지 주스, 조지아 땅콩 등 우리 고향의 먹거리를 방문객에게 제공"할 수가 있으며, 캔디 데스크도 이 규정에 따라 유지되어 왔다. 문제는 토머스 의원의 출신주인 와이오밍주에는 미국제과협회 소속 기업이 한 개도 없고, 책상 속을 채울 수백 달러 비용의 캔디를 후원해줄 만한 큰 제조사가 없었다는 점이다. 미 제과협회의 수잔 스미스 대변인이 크레이그 의원의 캔디 데스크 배정 소식에 관한 질문을 받자 "(저희 협회) 소속사가 있다면 기쁜 마음으로 캔디를 제공해 드리겠다... 이번에는 어려울 것 같다"는 입장을 밝혔다. 이 문제는 결국 와이오밍 주내에 있는 여러 현지 소규모 제과업계와 초콜릿 제조자에게 문의하여 조금씩 조달받아 채워나가는 것으로 해결할 수 있었다.
2007년 토머스 의원이 사망하면서 조지 보이노비치 의원이 자리를 물려받았고, 그 뒤로 멜 마티너즈가 후임으로 나섰다. 두 사람 모두 담당 기간은 짧았다. 2009년에는 마티너즈 의원의 후임으로 조지 르뮤 의원이 캔디 데스크에 앉게 되었으며 2011년까지 그 자리에 머물렀다. 이후 일리노이 주의 마크 커크 의원이 이어받아 2015년까지 자리에 있었다.

## 위치
캔디 데스크는 그 이름대로 어느 특정한 책상을 지정해서 물려쓰는 식이 아니라, 어느 한 의석을 기준으로 지정되는 것이기 때문에 그 의석에 앉는 상원의원의 책상을 캔디 데스크라 부르게 된다. 지금의 의석 위치는 적어도 제97대 미국 의회 (임기 1981년-1983년) 때부터 고정되어 있다고 하며, 회의장 동쪽 출입문 바로 옆 좌석에 해당된다. 이 동쪽 문은 엘리베이터와 인접해 있고, 엘리베이터는 다시 미국 의회 지하철 역과 연결되기 때문에, 대부분의 상원의원이 동쪽 문을 통해 회의장내로 진입하므로 캔디 데스크가 되기에는 최적의 자리다. 정확하게는 맨 오른쪽 줄 (또는 공화당쪽 맨 끝줄)의 맨 마지막 열에 위치한다. 사실 캔디 데스크는 거의 항상 상원 내 공화당쪽 자리에 위치했으며, 공화당 상원의원이 앉았다. 2015년부터 캔디 데스크를 맡고 있는 팻 투미 상원의원도 공화당 소속이다.

## 다른 사례
민주당도 1985년부터 캔디 데스크를 하나 두고 있다. 앞쪽 벽면에 위치한 미국 상원 민주당회의 총무가 쓰는 접이책상도 사탕으로 속을 채워둔다. 이쪽은 기존의 캔디 데스크가 본격적으로 알려지고 나서 "머지않아" 생겼다고 하며, 처음에는 허시 키세스를 주로 채워넣다가 이후에는 미니 캐러멜로 채워두었다. 이쪽 데스크의 사탕은 이른바 '캔디 펀드' (candy fund)라 해서 참여 의원들이 각자 사탕 구매 자금을 내어 책상 속을 채우는 식으로 마련한다. 최근에 이 자리에 있던 사람은 제이 로크펠러로 수금과 사탕구매 일을 맡았다. 이 데스크는 공화당쪽 데스크에 비해 널리 알려진 편은 아니어서 미국 상원의 속기사들도 그 존재에 대해 잘 알지 못하는 정도라고 한다.
이밖에도 의원 개개인이 자신의 책상속에 캔디를 넣어두기도 한다. 미국 상원에서 수행원으로 일했던 캐서린 벅이라는 사람은 2005년에 다음과 같은 글을 남겼다.
특히 초콜렛에 매우 집착하던 의원이 있었으니, 바로 미주리의 짐 탤런트 의원이었다. 한번은 표결을 부칠 때 캔디 데스크에 모여있던 의원들을 다른쪽 줄의 자기 책상 앞으로 불러모았다. 거기서 우와, 이야 하는 소리와 함께, 의원 여섯 명은 러셀스토버 저탄수화물 초콜렛을 하나씩 쥐고 자리를 떴다 (추측컨대 앳킨스 열풍이 상원까지 미친게 아닌가 싶다).

## 역대 캔디 데스크
| 날짜                             | 의원            | 출신 주      | 과자 브랜드                                                               | 출처                |
| -------------------------------- | --------------- | ------------ | ------------------------------------------------------------------------- | ------------------- |
| 1968년 – 1971년 1월 3일          | 조지 머피       | 캘리포니아   | –                                                                         | [ 1 ] [ 3 ]         |
| 1971년 1월 21일 – 1977년 1월 3일 | 폴 패닌         | 애리조나     | 캔디                                                                      | [ 3 ] [ 19 ]        |
| 1977년 1월 4일 – 1979년 1월 15일 | 해리슨 슈미트   | 뉴멕시코     | 캔디                                                                      | [ 3 ]               |
| 1981년 1월 5일 – 1983년 1월 3일  | 로저 젭슨       | 아이오와     | 캔디                                                                      | [ 3 ] [ 20 ]        |
| 1983년 1월 3일 – 1985년 1월 3일  | 스티브 심즈     | 아이다호     | "캔디와 초콜릿류"의 "맛있는 과자 모음" (Fine assortment of sweets)        | [ 3 ] [ 21 ]        |
| 1985년 1월 3일 – 1987년 1월 3일  | 슬레이드 고튼   | 워싱턴       | "출신 주에서 가져온 '넉넉한 양'의 캔디"                                   | [ 3 ] [ 17 ] [ 22 ] |
| 1987년 1월 3일 – 1989년 1월 3일  | 존 매케인       | 애리조나     | –                                                                         | [ 2 ] [ 23 ]        |
| 1989년 1월 3일 – 1993년 1월 5일  | 슬레이드 고튼   | 워싱턴       | –                                                                         | [ 17 ] [ 24 ]       |
| 1993년 1월 5일 – 1995년 1월 3일  | 짐 제포드       | 버몬트       | –                                                                         | [ 17 ] [ 25 ]       |
| 1995년 1월 4일 – 1997년 1월 7일  | 밥 베넷         | 유타         | –                                                                         | [ 2 ] [ 26 ]        |
| 1997년 1월 7일 – 2007년 1월 3일  | 릭 샌토럼       | 펜실베이니아 | 허쉬와 저스트본 제품                                                      | [ 7 ]               |
| 2007년 1월 3일 – 2007년 6월 4일  | 크레이그 토머스 | 와이오밍     | 와이오밍 현지의 소규모 과자회사와 쇼콜라티에가 생산한 제품                | [ 7 ] [ 9 ]         |
| 2007년 6월 25일 – 2009년 1월 3일 | 조지 보이노비치 | 오하이오     | 스팽글러 덤덤팝, 마즈 제품, 해리런던 제품                                 | [ 10 ] [ 27 ]       |
| 2009년 1월 3일 – 2009년 9월 9일  | 멜 머티네즈     | 플로리다     | –                                                                         | [ 11 ] [ 28 ]       |
| 2009년 9월 10일 – 2011년 1월 3일 | 조지 르뮤       | 플로리다     | "허쉬 미니 초코바와 웨더스 오리지널"                                      | [ 12 ]              |
| 2011년 2월 14일 – 2015년 1월 7일 | 마크 커크       | 일리노이     | 리글리 껌, 개러츠 팝콘, 툿시 롤, 젤리 벨리                                | [ 29 ] [ 30 ]       |
| 2015년 1월 7일 –                 | 팻 투미         | 펜실베이니아 | 저스트본 퀄리티 컨펙션, 조시 얼리 캔디, 마스 제품 (3 머스키터), 허쉬 제품 | [ 31 ]              |

### 내용주
1. ↑  마지막에 말하는 '앳킨스'란 '앳킨스 다이어트' (Atkins diet)을 가리킨다. 앳킨스 다이어트란 미국의 의사 로버트 앳킨스가 주창한 식단으로, 고탄수화물은 피하고 고단백질 식품을 권장하는 것이다.

### 참조주
1. 1 2  
“Candy Desk”. 《Senate Chamber desks》. U.S. Senate. 2012년 11월 8일에 확인함.
2. 1 2 3 4  
Baker, Richard A. “Traditions of the United States Senate” (PDF). United States Senate. 2012년 11월 8일에 확인함.
3. 1 2 3 4 5 6 7 8 9  
Gerste, Steve (1985년 5월 8일). “The candy man”. 《Durant Daily Democrat》. 2012년 11월 19일에 확인함.
4. ↑  
《1977 Official Congressional Directory》 (PDF). Washington, D.C.: United States Government Printing Office. 467쪽. 2012년 11월 8일에 확인함.
5. ↑  
《1979 Official Congressional Directory》 (PDF). Washington, D.C.: United States Government Printing Office. unnumbered쪽. 2012년 11월 8일에 확인함.
6. ↑  
“National Defense Authorization Act for Fiscal Year 1998 (Senate debate)”. 《Congressional Record》. 1997년 7월 10일. 2012년 11월 9일에 확인함.
7. 1 2 3 4 5 6 7 8  Lueck, Sarah (2007년 1월 5일). “In new Senate, the 'Candy Desk' gets a kiss-off”. 《The Wall Street Journal》. 2015년 12월 29일에 원본 문서에서 보존된 문서. 2012년 11월 8일에 확인함.
8. ↑  
Straub, Noelle (2007년 1월 7일). “Senate candy desk duties fall to Wyoming senator”. 《Helena Independent Record》. 2012년 11월 9일에 확인함.
9. 1 2  
Straub, Noelle (2012년 11월 9일). “Sticky solution: Thomas toes ethics line on candy question”. 《Caspar Star-Tribune》.
10. 1 2  Romano, Lois (2007년 8월 12일). “One Sweet Role: Ohio Senator takes over candy desk”. 《Milwaukee Journal Sentinel》. 2015년 11월 21일에 원본 문서에서 보존된 문서. 2012년 11월 9일에 확인함.
11. 1 2 3 4  
Kennedy, Edward. 《True Compass: A Memoir》. New York: Grand Central Publishing. ISBN 0446539252.
12. 1 2  Clark, Lesley (2009년 12월 7일). “George LeMieux: The Candy Man”. 《The Miami Herald》. 2012년 10월 18일에 원본 문서에서 보존된 문서. 2012년 11월 19일에 확인함.
13. ↑  “Candy Desk”. Sen. Mark Kirk. 2012년 11월 13일에 원본 문서에서 보존된 문서. 2012년 11월 19일에 확인함.
14. ↑  Skiba, Katherine (2011년 10월 11일). “Guardian of the nation's sweet tooth”. 《Chicago Tribune》. 2011년 10월 15일에 원본 문서에서 보존된 문서. 2012년 11월 8일에 확인함.
15. ↑  Villalpando, Sarah (2012년 11월 1일). “Washington, D.C., up close and personal”. 《Park-La Brea News》. 2014년 2월 2일에 원본 문서에서 보존된 문서. 2012년 11월 8일에 확인함.
16. 1 2  
Brotherton, Elizabeth; Heil, Emily (2009년 1월 20일). “Heard on the Hill: The Candy Men Can”. 《Roll Call》. 2012년 11월 19일에 확인함.
17. 1 2 3 4  Roberts, Stephen V. (1987년 1월 5일). “Hot Seats: Senators are rigid about which desks they occupy”. 《The Milwaukee Journal》. 2016년 4월 8일에 원본 문서에서 보존된 문서. 2012년 11월 19일에 확인함.
18. ↑  Buck, Katherine (2005년 1월 16일). “Senators' secret: They crave candy”. 《Concord Monitor》. 2014년 1월 21일에 원본 문서에서 보존된 문서. 2012년 11월 19일에 확인함.
19. ↑  Congressional Directory 92nd Congress First Session. United States Government Printing Office. 1971. Retrieved 2011년 1월 15일
20. ↑  1981 Official Congressional Directory. United States Government Printing Office. 1981. Retrieved 2011년 1월 15일
21. ↑  1983–1984 Official Congressional Directory. United States Government Printing Office. 1983. Retrieved 2011년 1월 15일
22. ↑  1985–1986 Official Congressional Directory. United States Government Printing Office. 1985. Retrieved 2011년 1월 15일
23. ↑  1987–1988 Official Congressional Directory. United States Government Printing Office. 1987. Retrieved 2011년 1월 15일
24. ↑  1989–1990 Official Congressional Directory. United States Government Printing Office. 1989. Retrieved 2011년 1월 15일
25. ↑  1993–1994 Official Congressional Directory. United States Government Printing Office. 1993. Retrieved 2011년 1월 15일
26. ↑  1997–1998 Official Congressional Directory. United States Government Printing Office. 1997. Retrieved 2011년 1월 15일
27. ↑  Senate Chamber Map: 110th Congress. United States Senate. 2011년 1월 15일 확인.
28. ↑  
“Senate Chamber Map, 111th Cong., 1st sess., 2009년 4월 30일 – 2009년 7월 7일”. United States Senate. 2012년 11월 8일에 확인함.
29. ↑  
Toeplitz, Shira (2011년 2월 13일). “Mark Kirk: Senate candy man”. 《Politico》. 2012년 11월 19일에 확인함.
30. ↑  
Daily Herald staff (2011년 2월 13일). “Kirk will sit at ‘Candy Desk’”. 《Daily Herald》 (Arlington Heights, Illinois). 2012년 11월 19일에 확인함.
31. ↑  http://www.mcall.com/news/breaking/mc-senate-candy-desk-toomey-20150107-story.html